# Уэбстер, Даниел
Да́ниел Уэ́бстер (англ. Daniel Webster, 18 января 1782, Солсбери, Нью-Гэмпшир — 24 октября 1852, Маршфилд, Массачусетс) — американский политический деятель. Государственный секретарь США в 1841—1843 и 1850—1852 гг., сенатор в 1827—1841 и 1845—1850 гг., член Палаты представителей в 1813—1817 и 1823—1827 годах.
Родился 18 января 1782 в городке Солсбери, Нью-Гэмпшир в семье Эбенезера Уэбстера и Эбигейл Уэбстер (в девичестве Истман). Он и его девять братьев и сестёр выросли на ферме своих родителей. Его предки были среди первых поселенцев Солсбери. Окончил школу Академия Филлипса в Эксетере и Дартмутский колледж. После окончания последнего работал помощником адвоката Томаса В. Томпсона в Солсбери. Впоследствии по семейным обстоятельствам устроился на работу учителем в школу. В 1802 году стал директором Fryeburg Academy в штате Мэн и проработал там один год.
Умер 24 октября 1852 года в своём доме в Маршфилд, штат Массачусетс, после падения с лошади и сильного удара головой, что привело к травматическому кровоизлиянию в мозг. Его сын Флетчер участвовал в гражданской войне на стороне северян, командовал 12-м Массачусетским полком и погиб в 1862 году во втором сражении при Булл-Ран.